# Glacier Caldwell
Pour les articles homonymes, voir Caldwell.
Le glacier Caldwell est un glacier de la chaîne d'Alaska, dans le parc national et réserve de Denali, dans l'État américain d'Alaska. Le glacier commence aux pics Gurney et Lewis, se déplaçant vers le sud-ouest pour devenir la source de la rivière Kichatna. Nommé en 1889 par l'explorateur J.S. Herron, le glacier s'étend sur 8 km. Son altitude est de 1 319 m.